# Tepeüstü, Nusaybin
Tepeüstü là một xã thuộc huyện Nusaybin, tỉnh Mardin, Thổ Nhĩ Kỳ. Dân số thời điểm năm 2010 là 1.359 người.